# Witold Rychter
Witold Marian Rychter ps. Roszkowski, Szulc, (ur. 2 lutego 1902 w Warszawie, zm. 17 marca 1984 tamże) – porucznik broni pancernych Wojska Polskiego, inżynier mechanik, podróżnik, pionier polskiego sportu samochodowego i motocyklowego, lotnictwa, dwukrotny zwycięzca Rajdu Polski (1938 i 1947), sędzia w zawodach akrobacji lotniczej, rekordzista prędkości jazdy na motocyklu.

## Życiorys

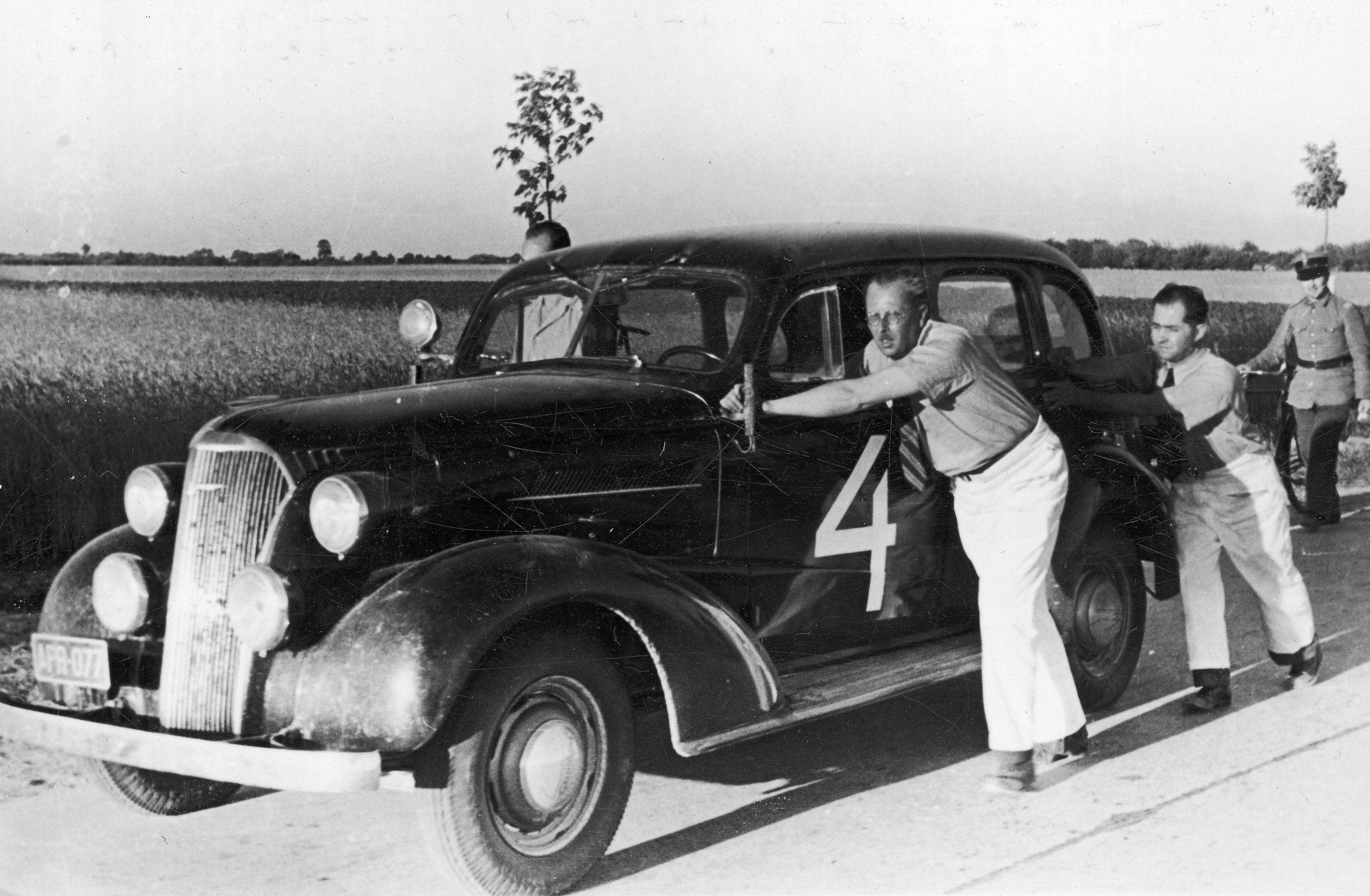
Witold Rychter podczas Rajdu Polski w roku 1937

Syn Tadeusza i Marii z Hennenbergów. Od 1915 roku należał do warszawskiej Straży Ogniowej, gdzie po raz pierwszy w życiu spotkał się z motoryzacją. W czasie nauki w gimnazjum im. Adama Mickiewicza był harcerzem, w ZHP w latach 1917–1918 ukończył szkołę podoficerską. Od 1918 służył w Przysposobieniu Młodzieży i Straży Obywatelskiej, brał udział w rozbrajaniu żołnierzy niemieckich na terenie Warszawy. Na wiosnę 1919 roku otrzymał prawo jazdy nr 279 i był jednym z pierwszych w Warszawie właścicieli motocykla. Od 10 czerwca tego roku był drużynowym 7 WDH (Warszawskiej Drużyny Harcerzy) im. Tomasza Zana, potem – 4 WDH im. Stefana Batorego. W czerwcu 1920 roku zdał maturę.
W 1920 roku, jako ochotnik, walczył z bolszewikami, a w 1921 r. wziął udział w III powstaniu śląskim. W listopadzie 1920 roku rozpoczął studia na Politechnice Warszawskiej, ale w kilka miesięcy później przeniósł się na Oddział Maszynowy Wydziału Mechanicznego Politechniki Lwowskiej. W 1927 roku uzyskał dyplom inżyniera mechanika ze specjalnością konstrukcja samochodów. W tym czasie był członkiem Komendy Chorągwi Harcerskiej.
W 1924 roku rozpoczął pracę w warszawskim Wydziale Ruchu Kołowego, gdzie pełnił funkcje m.in. rzeczoznawcy, biegłego sądowego i egzaminatora na prawo jazdy oraz prowadził badania w zakresie bezpieczeństwa na drogach: nad przyczynami wypadków, kierowaniem w stanie nietrzeźwym, itp.
W 1925 roku rozpoczął karierę sportową jako motocyklista. W 1926 roku ustanowił rekord Polski w jeździe motocyklem z wynikiem 134 km/h (motocykl Indian). Jego umiejętności jazdy na motocyklu zwróciły uwagę filmowców, w 1926 roku zagrał rolę kaskaderską w filmie „Martwy Węzeł”. Latem 1927 roku, prowadząc samochód własnej konstrukcji, wystartował w Międzynarodowym Rajdzie Automobilklubu Polskiego. W latach 1927–1929 zdobył w tym rajdzie kilka nagród. W 1930 roku wystartował w tym rajdzie jako członek zespołu marki Hudson, zespół zdobył pierwszą nagrodę. 
W 1929 wyszkolił się na pilota sportowego w Aeroklubie Warszawskim na samolocie Hanriot H.28. W 1936 ukończył kurs akrobacji lotniczej na samolocie PWS-16bis. Był jednym z pierwszych właścicieli prywatnego samolotu sportowego JD-2bis. Chętnie latał też na akrobacyjnym RWD-10. W latach 1930–1933 był kierownikiem wyszkolenia samolotowego w Aeroklubie Warszawskim.
W 1933 Witold Rychter podjął próbę pobicia rekordu Polski podczas jazdy motocyklem PZInż Sokół 1000 z angielskim silnikiem JAP, 996 cm³ o mocy 60 KM na asfaltowej szosie z Warszawy do Piaseczna, gdzie udało mu się osiągnąć prędkość 180 km/h, ale próba została przerwana ze względów bezpieczeństwa, natomiast rekord nie został uznany decyzją władz wojskowych zarządzających zakładami PZInż (aktualny rekord 159 km/h z 1932 posiadał Michał Nagengast, który poprawił go o 4 km/h w 1935). Wojsko zabroniło dokonania oficjalnej próby – gdzie Rychter planował przekroczyć 200 km/h – ponieważ motocykl nie miał polskiego silnika.
W 1934, w stopniu podporucznika ze starszeństwem z dniem 1 lipca 1925 i 99. lokatą w korpusie oficerów rezerwy samochodowych, posiadał przydział mobilizacyjny do kadry 4 dywizjonu samochodowego w Łodzi. W tym samym roku pełnił funkcję komisarza sportowego podczas Challenge 1934. W 1935 roku, uchwałą Walnego Zgromadzenia Aeroklubu Warszawskiego, otrzymał tytuł honorowego członka.
W 1935 Witold Rychter, kierując samochodem Packard o mocy 120 KM (6,5 l), wziął udział w Rajdzie Monte Carlo i zajął 49. miejsce w klasyfikacji generalnej. Kolejny start zagraniczny miał miejsce w 1939 roku, kiedy to wystartował w rajdzie-wyścigu Liège – Rzym – Liège. Nie ukończył go z powodu wypadku, powrócił do Polski trzy dni przed wybuchem II wojny światowej. 
Rychter był pionierem używania pasów bezpieczeństwa w samochodach osobowych przed II wojną światową. Był pionierem fotografii kolorowej przed II wojną światową.
W wojnie obronnej Polski '39 był zastępcą dowódcy Samodzielnej Kompanii Czołgów R-35. W czasie okupacji niemieckiej był szefem motoryzacji w Komendzie Obszaru Warszawskiego AK. Walczył w powstaniu warszawskim.
Po wojnie wrócił do pracy w motoryzacji, będąc rzeczoznawcą i biegłym sądowym w sprawach wypadków motoryzacyjnych. 15 maja 1946 roku uczestniczył w pierwszym posiedzeniu Komitetu Organizacyjnego Automobilklubu Polskiego i wszedł w skład Komitetu Organizacyjnego. 22 lipca 1946 roku wszedł w skład Zarządu Oddziału Warszawskiego Automobilklub Polskiego. W 1948 roku brał udział w tworzeniu i rozwoju Biura Porad Technicznych i Ekspertyz Samochodowych przy Oddziale Warszawskim AP. Wziął udział w pierwszym powojennym rajdzie Automobilklubu Polskiego, od 5 do 12.09.1950 roku jako kapitan zespołu wystartował na Starze 20 w Międzynarodowym Rajdzie Techniczno-Doświadczalnym Samochodów Ciężarowych, zajmując z Marianem Repetą 2. miejsce. W latach 1950–1962 pracował w redakcji „Horyzontów Techniki”. 
W latach 1949–1956 szykanowany, odsunięty od lotnictwa. Powrócił do lotnictwa po 1956, sędziując w krajowych zawodach sportowych akrobacji samolotowej, w 1957 roku został wybrany do zarządu Aeroklubu PRL. W tym samym roku w Radzie Głównej Zespołów Rzeczoznawców Techniki Samochodowej i Ruchu Drogowego objął stanowisko wiceprezesa. W 1960 roku został wybrany przewodniczącym sędziowskiego jury. Był przewodniczącym Komisji Samolotowej Aeroklubu PRL. Za swe dokonania został w 1959 roku wyróżniony dyplomem im. Paula Tissandiera.
W 1970 roku, już jako członek Koła Seniorów Automobilklubu Warszawskiego, pełnił funkcję komandora podczas pierwszego w Polsce Rajdu Pojazdów Zabytkowych.

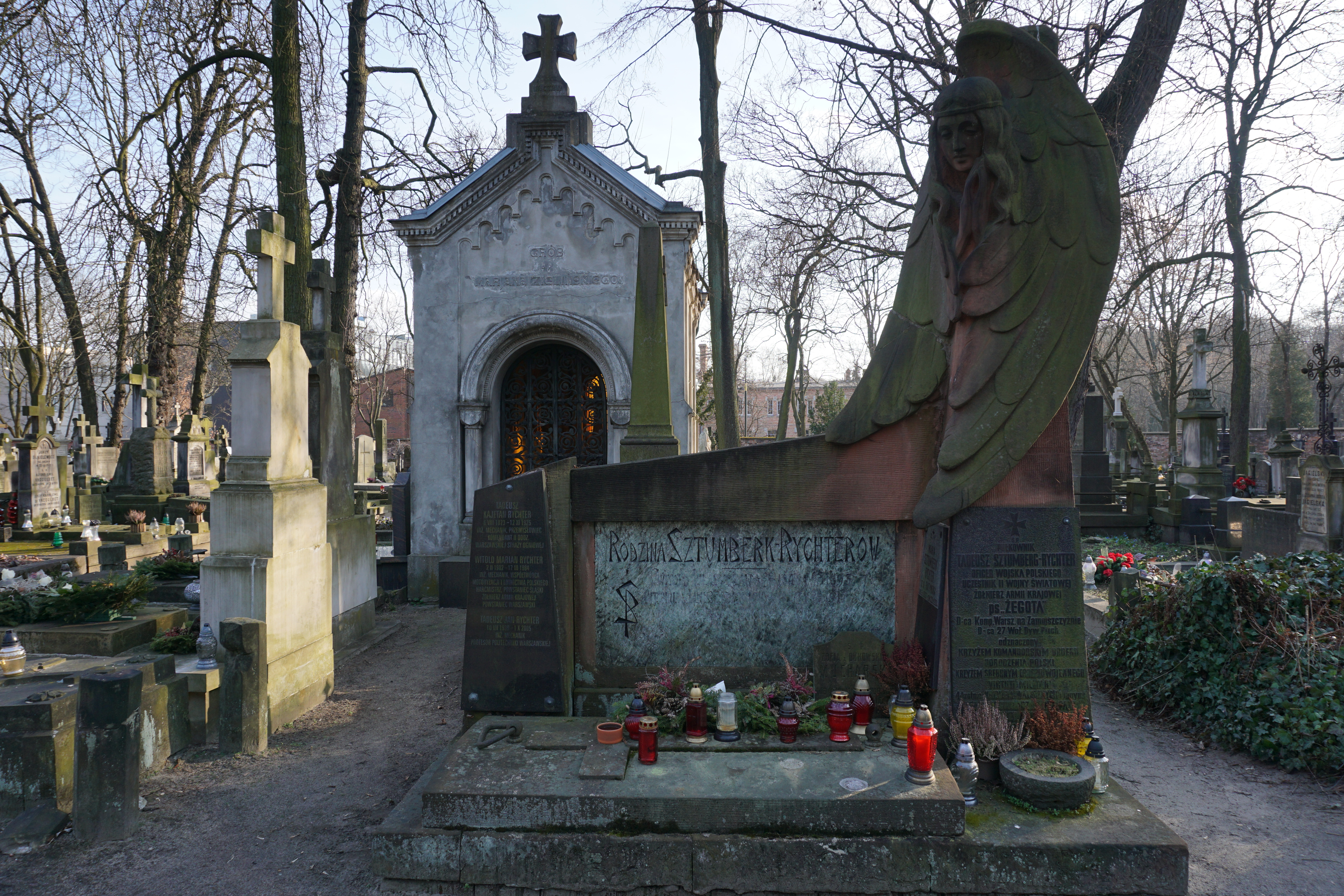
Grób Witolda Rychtera na cmentarzu Powązkowskim

Spoczywa na cmentarzu Powązkowskim w Warszawie (kwatera 175-2-1).

## Publikacje
Autor wielu książek o tematyce motoryzacji i lotnictwa m.in.:
- ABC samochodu budowa i działanie (1949)
- Dzieje samochodu (1962)
- Doświadczony kierowca radzi (1971)
- Kierowcom pod rozwagę: lektura nie tylko do poduszki (1979)
- Skrzydlate wspomnienia (1980)
- Moje dwa i cztery kółka (1985)

Współautor polskiego kodeksu drogowego (1960).

## Życie prywatne
Jego synem był prof. Tadeusz Jan Rychter (10.07.1939–1.10.2005), trzykrotny mistrz Polski w kartingu, wykładowca Politechniki Warszawskiej i honorowy prezes Stowarzyszenia Rzeczoznawców Techniki Samochodowej i Ruchu Drogowego, autor ponad 140 publikacji naukowych i podręczników.

## Ordery i odznaczenia
- Krzyż Komandorski Orderu Odrodzenia Polski (pośmiertnie, 1984)
- Krzyż Oficerski Orderu Odrodzenia Polski (1961)
- Złoty Krzyż Zasługi (1945)
- Srebrny Krzyż Zasługi (dwukrotnie: 1927 i 19 marca 1931[20])
- Śląski Krzyż Powstańczy
- Warszawski Krzyż Powstańczy
- Medal „Za udział w wojnie obronnej 1939”
- dyplom Paula Tissandiera nr 1695.